# Gocht
Gocht – wieś w Armenii, w prowincji Kotajk. W 2011 roku liczyła 1921 mieszkańców.